# Eva Braun
Eva Anna Paula Braun, dog som Eva Hitler, född den 6 februari 1912 i München, död den 30 april 1945 i Führerbunkern i Berlin, var Adolf Hitlers flickvän och senare hustru. 

## Biografi
Eva Braun var dotter till läraren Friedrich "Fritz" Braun (1879–1964) och sömmerskan Franziska Kronberger (1885–1976). Hon hade två systrar, Ilse (1909–1979) och Margarete "Gretl" (1915–1987). Ilse, som var sekreterare åt en judisk läkare, med vilken hon också hade ett förhållande, kom att ta avstånd från Hitler. Den senare systern, Margarete, gifte sig med Hermann Fegelein 1944.
Eva Braun och Adolf Hitler träffades för första gången i oktober 1929 när Braun arbetade som assistent och modell för Adolf Hitlers personlige fotograf Heinrich Hoffmann. Hon blev i slutet av år 1932 Hitlers flickvän och de levde tillsammans fram till sitt gemensamma självmord i Führerbunkern omkring klockan 15.30 den 30 april 1945. Föregående dag hade de gift sig. Vigseln förrättades av notarien Walter Wagner med Joseph Goebbels och Martin Bormann som vittnen. Eva Braun anses inte ha spelat någon stor politisk roll.

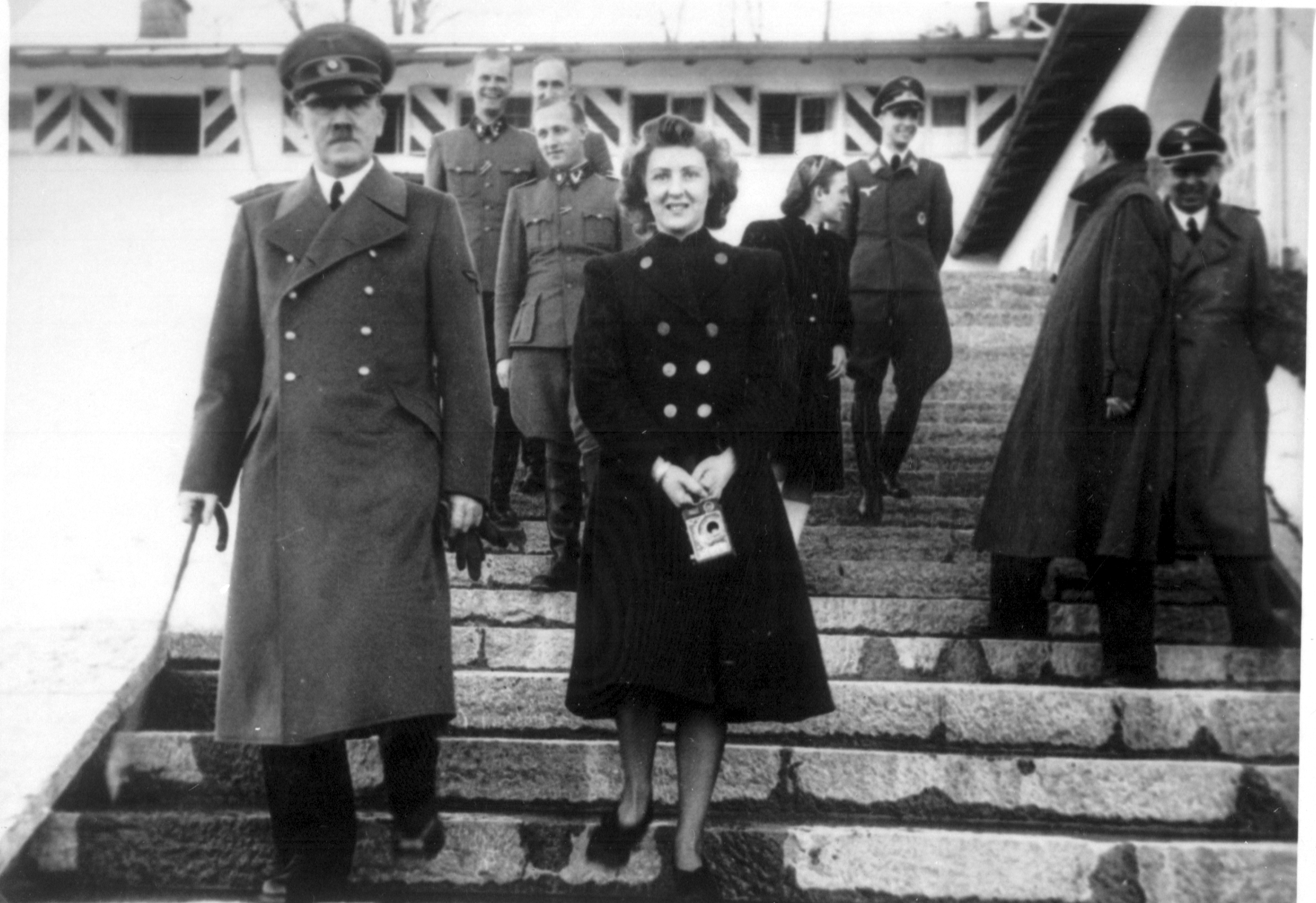
Adolf Hitler och Eva Braun i Berghof.

Sovjetiska officerare påträffade Hitlers och Brauns kvarlevor i Rikskansliets trädgård den 5 maj 1945 och på uppdrag av SMERSJ obducerades dessa. Kvarlevorna begravdes på ett militärområde i Magdeburg i februari 1946. I väst florerade spekulationerna om var Hitler befann sig och 1952 tillsattes en rättslig utredning beträffande Hitlers och Brauns död. Hitlers tandläkare Hugo Blaschke blev av ryska myndigheter vid flera tillfällen förevisad Hitlers underkäke och överkäksbrygga samt Brauns underkäksbrygga och gav en positiv identifiering av dessa. Resterna av Hitler och Braun kremerades av KGB den 5 april 1970 och askan ströddes i Biederitz, ett biflöde till Elbe, i närheten av Magdeburg.

## Populärkultur
I filmen Undergången från 2004 spelas Eva Braun av den tyska skådespelaren Juliane Köhler.